# Paibium
| ❮ | System          | Serie        | Stufe        | ≈ Alter (mya) |
| ❮ | später          | später       | später       | jünger        |
| - | --------------- | ------------ | ------------ | ------------- |
| ❮ | K a m b r i u m | Furongium    | 10. Stufe    | 485,4 ⬍ 489,5 |
| ❮ | K a m b r i u m | Furongium    | Jiangshanium | 489,5 ⬍ 494   |
| ❮ | K a m b r i u m | Furongium    | Paibium      | 494 ⬍ 497     |
| ❮ | K a m b r i u m | Miaolingium  | Guzhangium   | 497 ⬍ 500,5   |
| ❮ | K a m b r i u m | Miaolingium  | Drumium      | 500,5 ⬍ 504,5 |
| ❮ | K a m b r i u m | Miaolingium  | Wuliuum      | 504,5 ⬍ 509   |
| ❮ | K a m b r i u m | 2. Serie     | 4. Stufe     | 509 ⬍ 514     |
| ❮ | K a m b r i u m | 2. Serie     | 3. Stufe     | 514 ⬍ 521     |
| ❮ | K a m b r i u m | Terreneuvium | 2. Stufe     | 521 ⬍ 529     |
| ❮ | K a m b r i u m | Terreneuvium | Fortunium    | 529 ⬍ 541     |
| ❮ | früher          | früher       | früher       | älter         |

Das Paibium ist ein Zeitintervall der Erdgeschichte. Es ist die unterste chronostratigraphische Stufe der Furongium-Serie des Kambriums. Die untere Grenze des Paibiums liegt geochronologisch bei etwa 497 Millionen Jahren, die Obergrenze bei etwa 494 Millionen Jahren vor heute. Das Paibium geht der Guzhangium-Stufe der noch unbenannten 3. Serie des Kambriums voraus und wird vom Jiangshanium gefolgt.

## Namensgebung und Geschichte
Die Stufe ist nach dem kleinen Ort Paibi in der Nähe des GSSP (Globale Referenz für die untere Grenze der Stufe) benannt. Der Name wurde 2002 von der internationalen Arbeitsgruppe zur 8. Stufe des Kambriums der Subkommission der Kambrium-Stratigraphie um den chinesischen Geologen Peng Shanchi vorgeschlagen und 2003 von der IUGS ratifiziert.

## Definition und GSSP
Die Untergrenze der Stufe ist durch Erstauftreten der agnostoiden Trilobiten-Art Glyptagnostus reticulatus definiert. Die Grenze zum nächst folgenden Jiangshanium das Erstauftreten der Trilobiten-Arten Agnostotes orientalis und  Irvingella angustilimbata. Als GSSP wurde ein Profil („Paibi-Profil“) in der Huaqiao-Formation in der Provinz Hunan, China bestimmt.

### Allgemein
- Shanchi Peng, Loren E. Babcock, Richard A. Robison, Huanling Lin, Margaret N. Rees, Matthew R. Saltzman: Global Standard Stratotype-section and Point (GSSP) of the Furongian Series and Paibian Stage (Cambrian). Lethaia. Bd. 37, Nr. 4, 2004, S. 365–379, doi:10.1080/00241160410002081 (alternativer Volltextzugriff: ICS).
- Shanchi Peng, Loren E. Babcock, Roger A. Cooper: The Cambrian Period. S. 437–488 in: Felix M. Gradstein, James G. Ogg, Mark Schmitz, Gabi Ogg: The Geologic Time Scale 2012. Volume 2. Elsevier 2012, ISBN 978-0-44-459434-1.

### Zur geologischen Überlieferung des Paibiums im deutschsprachigen Raum
- Deutsche Stratigraphische Kommission, Manfred Menning (Hrsg.): Stratigraphische Tabelle von Deutschland 2002. Potsdam 2002, ISBN 3-00-010197-7 (1 Blatt, Stratigraphie.de [PDF; 6,6 MB]).
- Kommission für die paläontologische und stratigraphische Erforschung Österreichs der Österreichischen Akademie der Wissenschaften (Hrsg.): Die Stratigraphische Tabelle von Österreich 2004 (sedimentäre Schichtfolgen). Wien 2004 (1 Blatt, uni-graz.at [PDF; 376 kB])